# Museo automovilístico

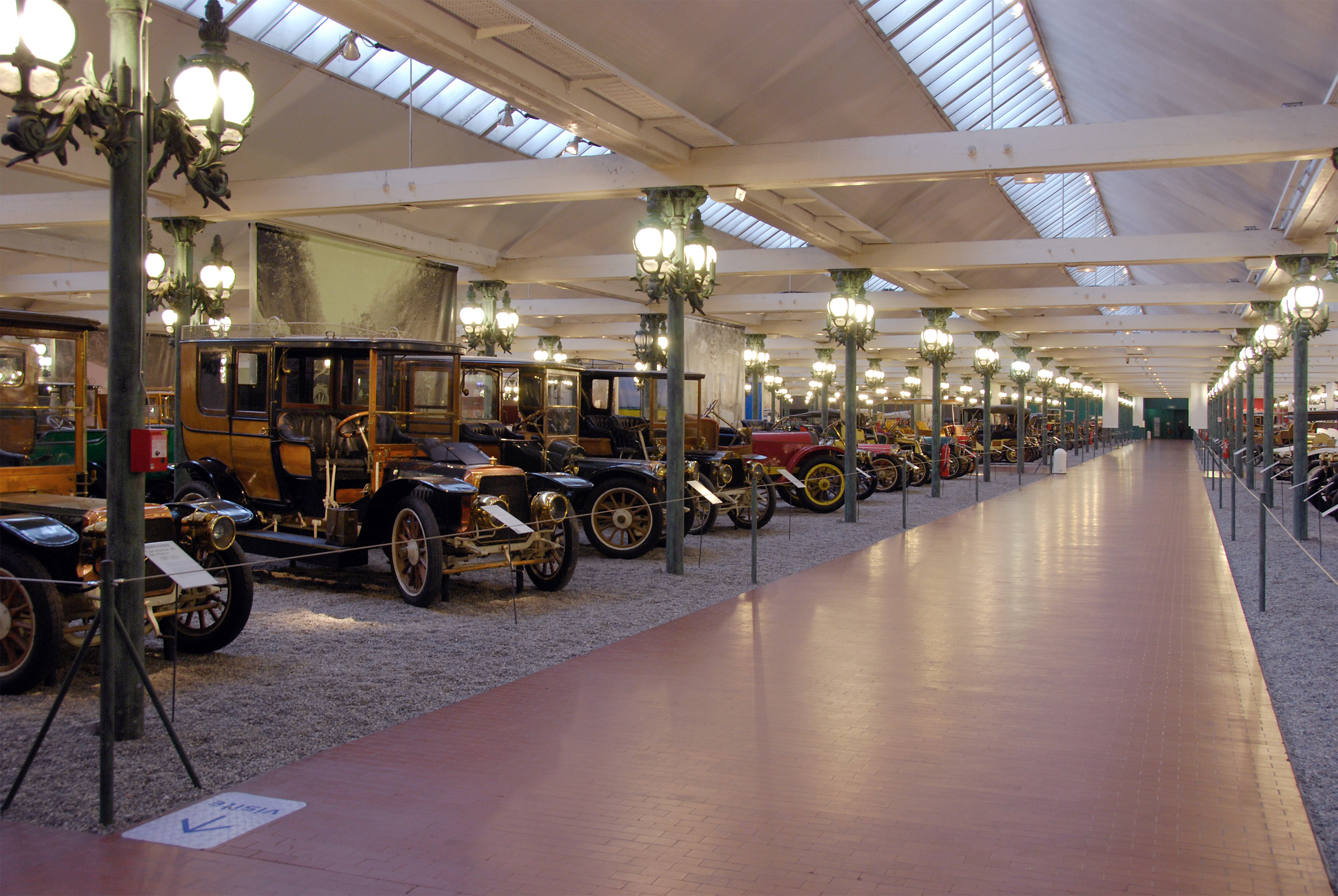
Cité de l'Automobile en Mulhausen, Francia

Un museo automovilístico (también denominado museo del automóvil) es un tipo de museo en el que se muestran diversas piezas relacionadas con el mundo del automóvil.

## Historia
Posiblemente, la primera colección de automóviles organizada como un museo fue el National Motor Museum, Beaulieu, que data de la década de 1950 y está situado en el centro de Inglaterra, aunque ya desde la época eduardiana existían colecciones privadas promovidas por acaudalados entusiastas del mundo del motor.
Existen museos de este tipo por todo el mundo, y muchos de ellos muestran colecciones de automóviles, a menudo con un enfoque centrado en un fabricante específico. Sin embargo, algunos de ellos también están esencialmente dedicados a la historia de la tecnología automotriz. La diferencia con otros museos temáticos, especialmente los dedicados a la técnica o al transporte, no siempre está claramente definida en los museos que no solo exhiben automóviles. Aunque a mediados del siglo XX había menos de 30 de estos museos en toda Europa, a comienzos del siglo XXI los museos europeos son más de 150, y en todo el mundo se pueden contar por centenares. Sin embargo, no es infrecuente que algunas marcas se deshagan de sus colecciones (como Citroën o Saab, que han pasado a manos de terceros), o que se disgreguen colecciones como la que reunía los principales trabajos de Bertone. En los Estados Unidos también existe un gran número de estos museos (tanto grandes como pequeños), que figuran listados en una guía en línea.
Entre estos museos se incluyen tanto grandes museos públicos con horarios de apertura fijos, como pequeñas colecciones privadas, algunas de las cuales solo abren con cita previa. Al igual que con otros tipos de museos, sus gestores son muy diferentes, pero son frecuentes los fabricantes de automóviles que administran sus propios museos (como el Museo Storico Alfa Romeo, el Museum mobile de Audi, el Museo BMW, el Centro Storico Fiat, el Museo Lamborghini, el Museo Mercedes-Benz, el Museo Porsche, o el Automuseum Volkswagen).
Además de los museos exclusivamente dedicados a los automóviles, también existen museos de tractores, autobuses o de diversos tipos de vehículos de transporte.